# Mebibyte
Mebibyte sau Mebibait este un multiplu al unității byte pentru informație digitală. Prefixul binar mebi înseamnă 220; prin urmare 1 mebibyte are 1048576 de baiți. Simbolul de unitate pentru mebibyte este MiB. Unitatea a fost creată de International Electrotechnical Commission (IEC) în 1998. Ea a fost proiectată pentru a înlocui megabyte-ul folosit în unele științe informatice ca unitate de valoare pentru 220 baiți, care este similară cu definiția SI a prefixului mega (106) dar intră în conflict cu ea.
Unitatea a fost acceptată de toate organizațiile de standarde majore, fiind utilizată mai mult în literatura didactică. Multe distribuții Linux folosesc această unitate, dar ea nu este folosită pe scară largă în industria computerelor sau în rândul oamenilor. Unitatea megabyte (MB), care formal înseamnă 1000000baiți, rămâne a fi utilizată uzual în locul Mebibyte-ului.

## Definiție
1 MiB = 220 baiți = 1024 kibibaiți = 1048576baiți
Prefixul mebi este un prefix binar derivat de la cuvintele „mega” și „binar”, indicând originea sa în apropierea de valoarea prefixului SI mega. Un mebibyte (MiB) este egal cu 220 (de ex. 1024 x 1024) baiți, sau 1048576baiți. Un MiB diferă de un megabyte (MB), care e egal cu 106 (de ex. 1000 x 1000 = 1000000) baiți.
În pofida statului său oficial, unitatea mebibyte nu este utilizată pe scară largă la calcularea și prezentarea cantității de informație. Producătorii unităților de stocare a informației utilizează strict unități zecimale și de aceea folosesc megabyte-ul în loc de mebibyte. Discrepanța poate crea confuzii. Multe sisteme de operare calculează mărimea fișierelor în mebibaiți, dar o raportează în megabaiți. De exemplu, toate versiunile Microsoft Windows arată un fișier de 220 baiți ca „1,00 MB” sau „1,024 KB” în caseta de dialog a proprietăților fișierului, în timp ce un fișier de 106 (1000000) baiți e prezentat ca având 976 KB.
Toate versiunile sistemelor de operare Apple au avut aceeași caracteristică, până la Mac OS X version 10.6, care acum folosește megabaitul pentru reprezentarea atât mărimii fișierelor, cât și a discurilor.

## Vezi și
- Kibibyte